# Frontière entre le Honduras et le Salvador
La frontière entre le Honduras et le Salvador est une frontière longue de 342 km, délimitée par le Río Goascorán.

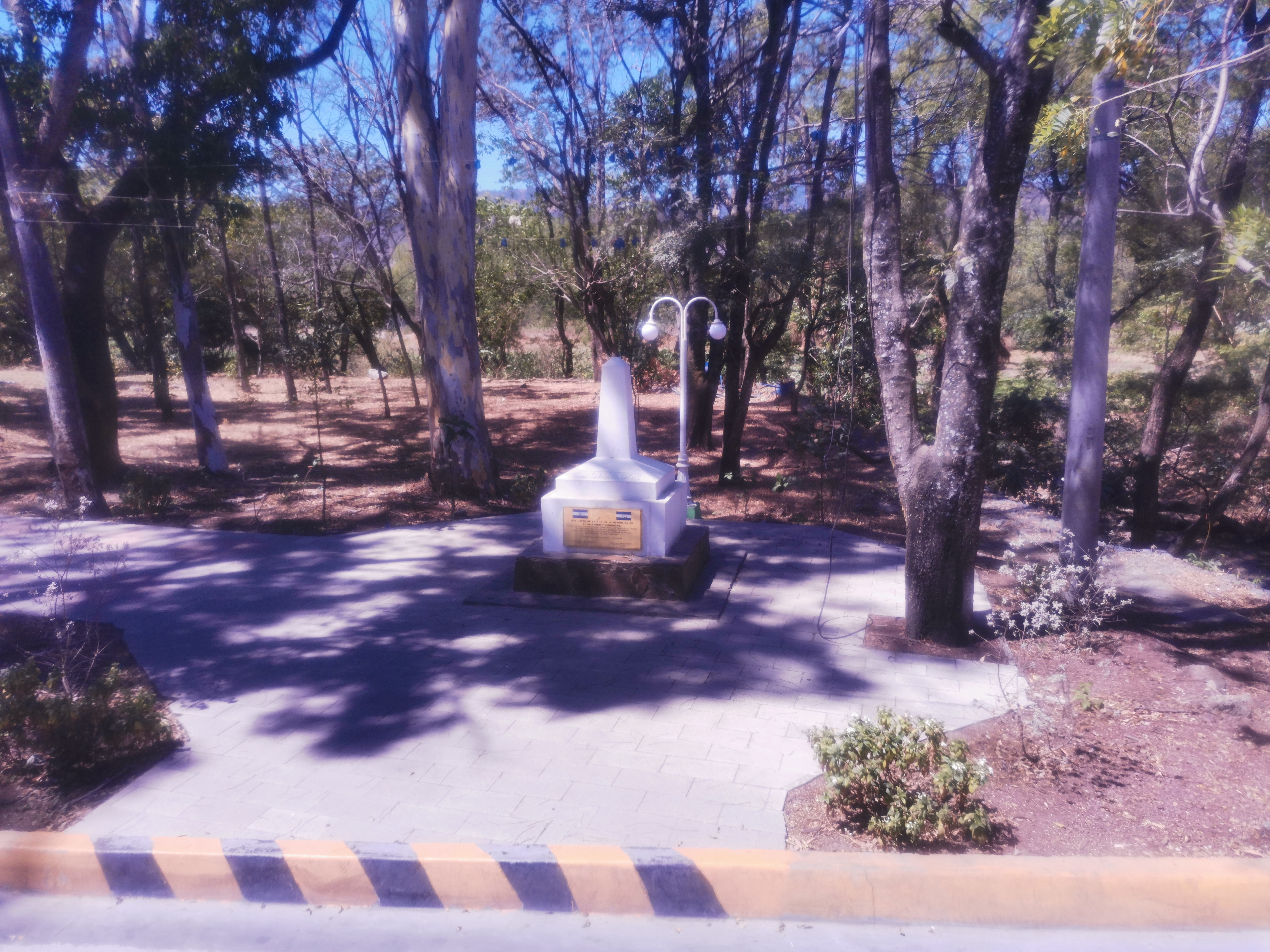
Borne marquant la frontière entre le Honduras et le Salvador.

## Historique
La frontière est établie en 1841, à une époque ou Honduras, Salvador et Nicaragua faisaient partie de la République fédérale d'Amérique centrale. Ces trois pays se sont séparés en 1856, ce qui a créé la frontière actuelle.